# José Saraiva Martins
José Saraiva Martins CMF (6. ledna 1932 Gagos do Jarmelo) je portugalský římskokatolický kněz, vysoký úředník římské kurie, kardinál, člen Kongregace misionářů synů Neposkvrněného srdce blahoslavené Panny Marie.
Pochází z početné rodiny, byl šestý z osmi dětí. Vstoupil do kongregace klaretiánů, řádové sliby složil 22. srpna 1950. Studoval na univerzitách v Římě a Lovani, kněžské svěcení přijal 16. března 1957. Na řádových školách přednášel metafyziku a teologii. Byl rovněž profesorem na Papežské univerzitě Urbaniana, kde stál v čele teologiocké fakulty (1974–1977) i celé školy (1977–1983 a 1986–1988).
V květnu 1988 byl jmenovaný titulárním arcibiskupem a sekretářem Kongregace pro katolickou výchovu. Biskupské svěcení mu udělil kardinál státní sekretář Agostino Casaroli 2. července téhož roku. V květnu 1998 se stal prefektem Kongregace pro blahořečení a svatořečení.
Při konzistoři v únoru 2001 ho papež Jan Pavel II. jmenoval kardinálem. Po dovršení kanonického věku odešel na odpočinek. Ve funkci prefekta Kongregace pro blahořečení a svatořečení ho 9. července 2008 vystřídal dosavadní sekretář Kongregace pro nauku víry Angelo Amato.

## Vyznamenání
- velkokříž Řádu Kristova – Portugalsko, 21. prosince 1990[1]
- velkokříž Řádu svatého Jakuba od meče, Portugalsko, 11. května 2010[1]
- rytíř spravedlnosti Konstantinova řádu svatého Jiří – Bourbon-Obojí Sicílie[2]